# Alboglossiphonia afroalpina
Alboglossiphonia afroalpina (лат.) — вид плоских пиявок (Glossiphoniidae).

## Название
Родовое название Alboglossiphonia образовано от названия близкого рода Glossiphonia (ранее их объединяли) и лат. albus «белый» (для представителей этого рода характерна светлая окраска тела).
Видовой эпитет afroalpina отсылает к области распространения этого вида — Афро-Альпийской зоне Восточно-Африканской рифтовой долины.

## Описание
Общая длина Alboglossiphonia afroalpina составляет 4,6—10,5 мм, ширина 0,9—2,2 мм. Тело листообразное, уплощённое в спинно-брюшном направлении, гладкое. Сосочки не развиты, присутствуют только очень маленькие сенсорные папиллы. Края тела с мелкими зазубринами.
Окраска тела светло-коричневая, бежеватая, с несколько более тёмными пятнами вытянутой формы на спинной стороне тела позади головного конца (на каждом кольце различимы от 8 до 15 таких пятен), организованными в неясные линии. Брюшная сторона тела более светлая, с менее различимыми пятнами.
Тело сегментированное, насчитывает 69 колец равной толщины, первые шесть из которых слагают головную область.
На переднем конце тела имеется три пары глаз, глаза передней пары (4 кольцо) сильно сближены. Глаза второй (4 кольцо) и третьей (5 кольцо) пар разделены бо́льшим расстоянием.
Гермафродиты. Имеются семенной и яйцевой мешки. Мужское и женское половые отверстия (гонопоры) очень маленькие, разделены 2 кольцами (мужская гонопора расположена между XI и XII сегментами, женская — на XII сегменте).

## Образ жизни
Обнаружена в заболоченном горном озере с пологими каменистыми берегами. Среди прочих беспозвоночных в водоёме присутствовали только личинки комаров-звонцов и двустворчатые моллюски Pisidium montigenum — потенциальные пищевые объекты Alboglossiphonia afroalpina. Наиболее же характерные для рода Alboglossiphonia хозяева, брюхоногие моллюски, найдены не были.
Размножение наблюдалось в декабре.

## Распространение
Обнаружена на территории Республики Кения в горных озёрах.

## Таксономия
Молекулярные данные отсутствуют. На основании морфологических и зоогеографических соображений, сближается с такими видами, как Alboglossiphonia annandalei, Alboglossiphonia buniana, Alboglossiphonia disjuncta, Alboglossiphonia iberica, Alboglossiphonia levis, Alboglossiphonia macrorhyncha, Alboglossiphonia namaquaensis и Alboglossiphonia polypompholyx.
Голотип был собран в 2010 году в озере Нанюки Тарн (4493 м над уровнем моря), сейчас хранится в Зоологическом музее Гамбурга.